# Grimpar barré
Dendrocolaptes certhia
Espèce
Répartition géographique
Statut de conservation UICN

 LC  : Préoccupation mineure
Le Grimpar barré (Dendrocolaptes certhia) est une espèce de passereaux de la famille des Furnariidae.

## Répartition et sous-espèces
Selon la classification de référence du Congrès ornithologique international (15.1, 2025) :
- D. c. certhia (Boddaert, 1783) — au nord de l'Amazone et à l'est du rio Negro ;
- D. c. radiolatus Sclater & Salvin, 1868 — nord-ouest de l'Amazonie ;
- D. c. juruanus Ihering, 1905 — sud-ouest de l'Amazonie ;
- D. c. concolor Pelzeln, 1868 — interfluve des rios Madeira et Tapajós ;
- D. c. medius Todd, 1920 — nord-est de l'Amazonie ;
- D. c. retentus Batista et al., 2013 — interfluve des rios Xingu et Tocantins ;
- D. c. ridgwayi Hellmayr, 1905 — interfluve des rios Xingu et Tapajós.

## Classification
Le nom valide complet (avec auteur) de ce taxon est Dendrocolaptes certhia (Boddaert, 1783).
L'espèce a été initialement classée dans le genre Picus sous le protonyme Picus certhia Boddaert, 1783.
Ce taxon porte en français le nom vernaculaire ou normalisé suivant : Grimpar barré,.
Dendrocolaptes certhia a pour synonyme :
- Picus certhia Boddaert, 1783